# جو لیتون
جو لیتون (انگلیسی: Joe Layton; ۳ مهٔ ۱۹۳۱ – ۵ مهٔ ۱۹۹۴) طراح رقص، کارگردان نمایش، تهیه‌کننده فیلم، و کارگردان فیلم اهل ایالات متحده آمریکا بود.
وی همچنین برندهٔ جوایزی همچون جوایز امی شده‌است.